# Brachyunguis tausaghyz
Brachyunguis tausaghyz är en insektsart. Brachyunguis tausaghyz ingår i släktet Brachyunguis och familjen långrörsbladlöss. Inga underarter finns listade i Catalogue of Life.